# Hotsnake Triciclos
Hotsnake Triciclos ist ein brasilianischer Hersteller von Kraftfahrzeugen.

## Unternehmensgeschichte
Das Unternehmen aus São Paulo begann 1998 mit der Produktion von Automobilen. Der Markenname lautet Hotsnake. Seit 2002 entstehen Trikes.

## Fahrzeuge
Zunächst stellte das Unternehmen Nachbildungen des AC Cobra und des Ford F-1 her.
Das Trike ist 380 cm lang. Es hat einen wassergekühlten Vierzylindermotor von Volkswagen do Brasil mit 1400 cm³ Hubraum und 85 PS Leistung im Heck. Das Heck ist für ein Trike ungewöhnlich und ähnelt jenem des AC Cobra. Zwei Personen haben hintereinander Platz.